# Andrena christineae
Andrena christineae är en biart som beskrevs av Dubitzky 2006. Andrena christineae ingår i släktet sandbin, och familjen grävbin. Inga underarter finns listade i Catalogue of Life.